# Бістрецу
Бістрецу (рум. Bistrețu) — село у повіті Мехедінць в Румунії. Входить до складу комуни Девесел.
Село розташоване на відстані 276 км на захід від Бухареста, 21 км на південь від Дробета-Турну-Северина, 96 км на захід від Крайови.

## Населення
За даними перепису населення 2002 року у селі проживали 695 осіб, з них 694 особи (99,9%) румунів. Усі жителі села рідною мовою назвали румунську.